# Non licet omnibus adire Corinthum
La locuzione latina Non licet omnibus adire Corinthum, tradotta alla lettera, significa Non è consentito a tutti andare a Corinto. (Orazio).
L'antica Corinto, situata sull'istmo che separava il mar Ionio dall'Egeo, a metà strada tra Atene e Sparta, traeva da questa posizione privilegiata per i collegamenti commerciali e dai suoi due porti un grande sviluppo economico e commerciale. Città ricca e vivace, era caratterizzata da un sfrenato stile di vita, ma molto costoso. Al tempio di Afrodite ricchi mercanti e funzionari spendevano cospicue somme di denaro per i favori di mille sacre prostitute. Lais, la più famosa di esse per via delle sue abilità straordinarie, richiedeva compensi definiti "enormi". Korinthiazomai aveva assunto il significato di fornicare. Da qui la frase di Orazio. Per estensione del significato, oggi si intende che la possibilità di accedere a qualcosa, è riservata a pochi per la mancanza di mezzi economici, materiali o intellettuali dei molti. 